# Порфирій (Крайський)
Порфирій (світське ім'я — Петро Миколайович Крайський; *1707 — †7  липня 1768, Білгород) — український релігійний діяч, єпископ Російської православної церкви, покровитель філософа Григорія Скороводи.

## Біографія
Народився в Україні. У дитячому віці з батьками емігрував на Московщину.
Із 17 років навчався в Слов'яно-греко-латинській академії. У 1727 дійшов до класу богослов'я і закінчив курс в 1730. Будучи студентом почав викладати в 1725. З 1730 — вчитель старших класів академії, а після постригу в чернецтво в 1732 переведений в клас риторики.
Посвячення в ієромонахи відбулося в 1733 році. 12 липня 1737 призначений учителем філософії Московської духовної академії. З 1741 префект, а з вересня 1742 ректор академії та архімандрит Заіконоспаського монастиря. Будучи ректором, Петро Крайський виконував різні доручення Синоду.
З 12 травня 1747 призначений архімандритом Донського монастиря. При цьому Петро зберіг посаду ректора академії й чин архімандрита Заіконоспаського монастиря.
У 1747 хіротонізований на єпископа Суздальського. З 9 жовтня 1755 — єпископ Коломенський і Каширський, член Священного Синоду. З жовтня 1763 — єпископ Бєлгородський.
Помер 7 липня 1768, Бєлгороді.